# 오찬식
오찬식(1997년 1월 24일 ~ )은 대한민국의 축구 선수로, 포지션은 골키퍼이다. 현재 K3리그 대전코레일 FC소속이다.

## 클럽 경력
오찬식은 유소년 시절 용마 FC U-18, 중랑 FC U-18, 언남고등학교 축구부 등을 거쳐 광운대학교 축구부에 입단하였다. 오찬식은 광운대 재학 시절 주장을 역임하는 한 편, 2019년 하계 유니버시아드에도 참여하였다. K리그2 2020 시즌을 앞두고 전남 드래곤즈와 프로 계약을 맺었다.